# Мугендорф (Візенталь)
Мугендорф — село в комуні Візентталь, район Форхгайм, адміністративний округ Верхня Франконія, федеральна земля Баварія, південь Німеччини. Село лежить на річці Візент на висоті 304 м над рівнем моря. Мугендорф оточують пагорби. У селі є початкова школа. Перша письмова згадка про Мугендорф датується 1248—49 роками.

## Галерея

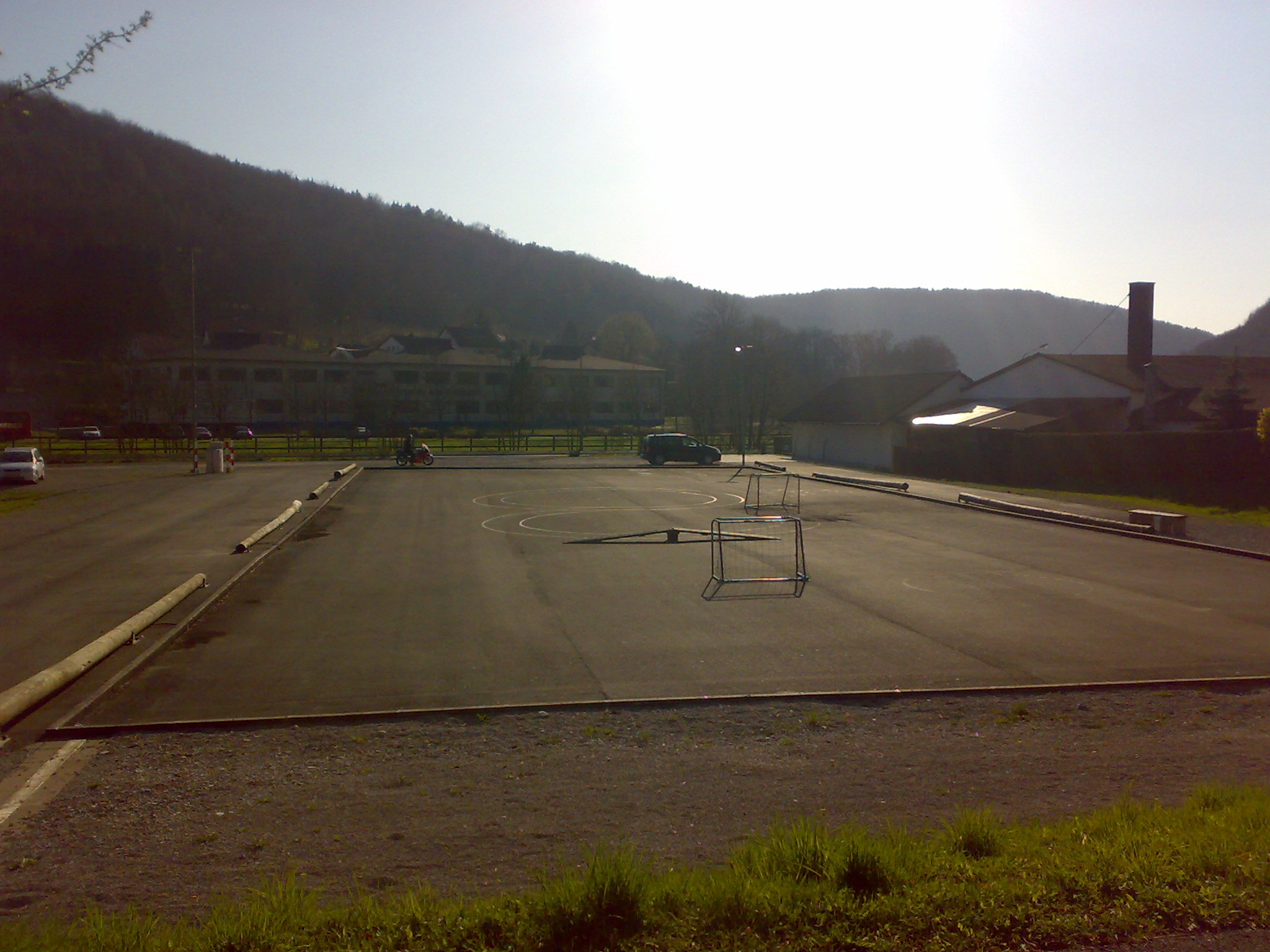
Сільський стадіон
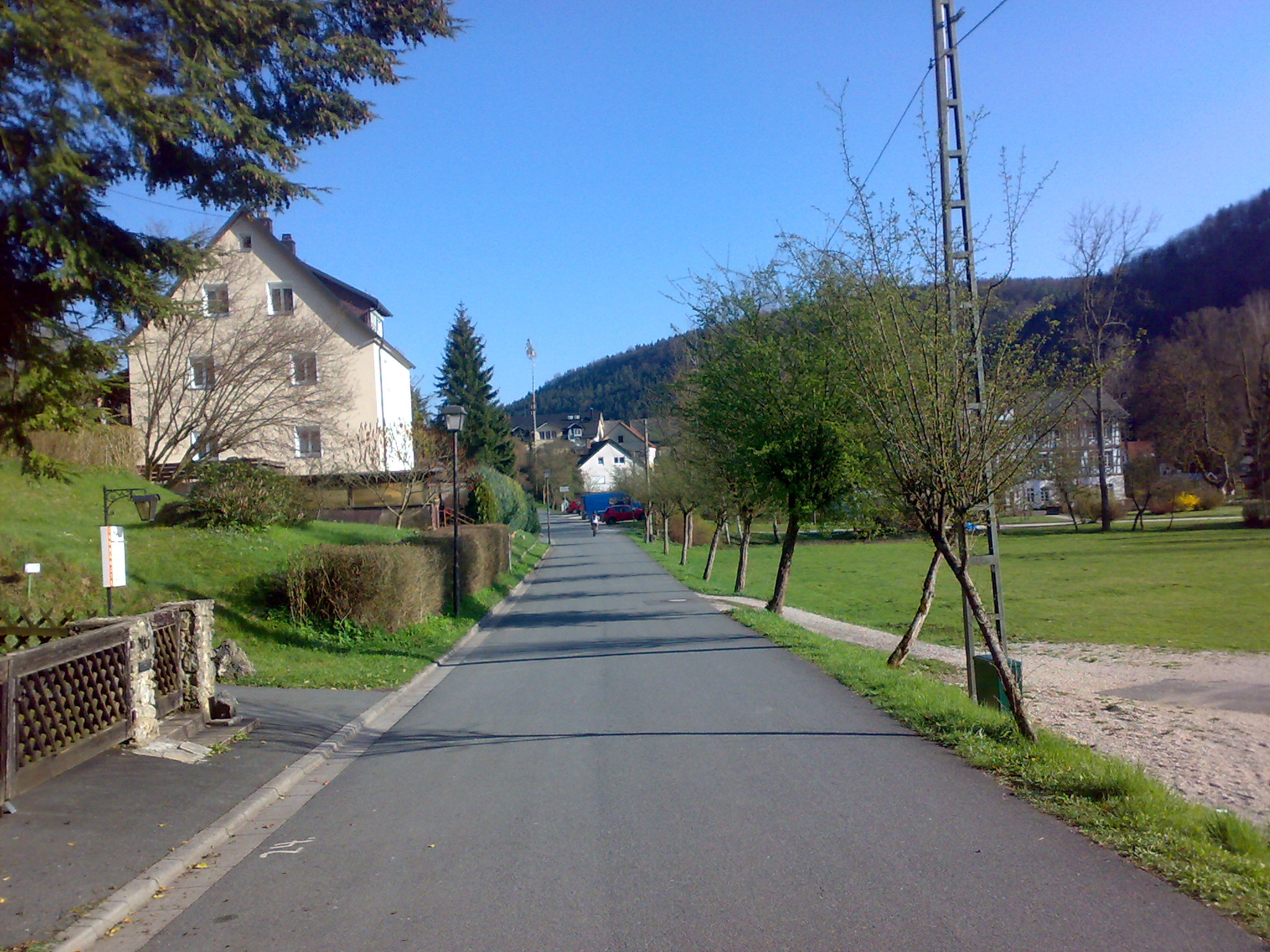
вул. Ротдорнвег
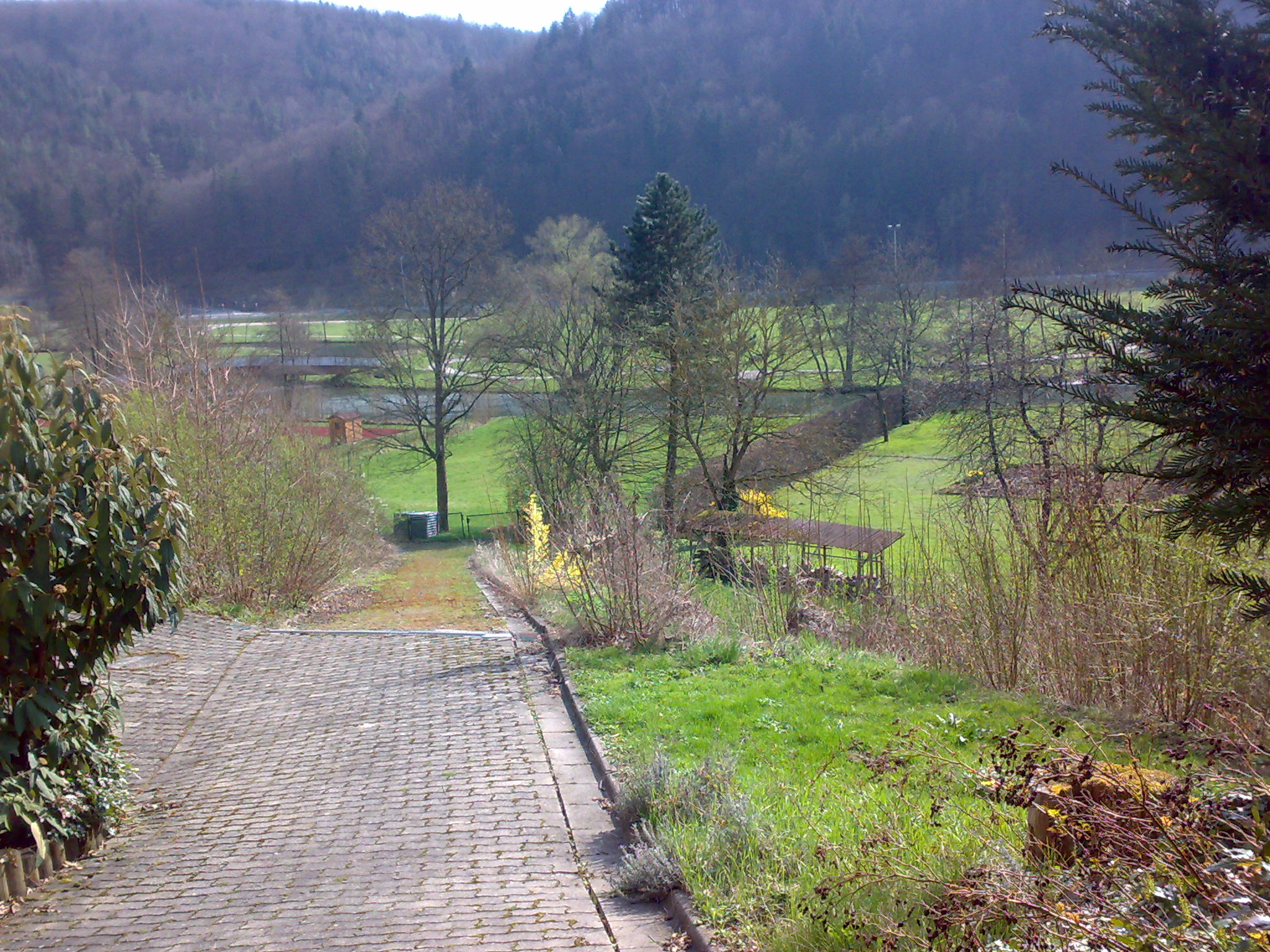
Річка Візент
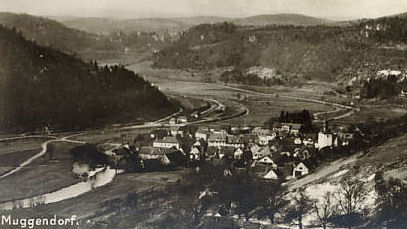
Мугендорф (1928 р.)
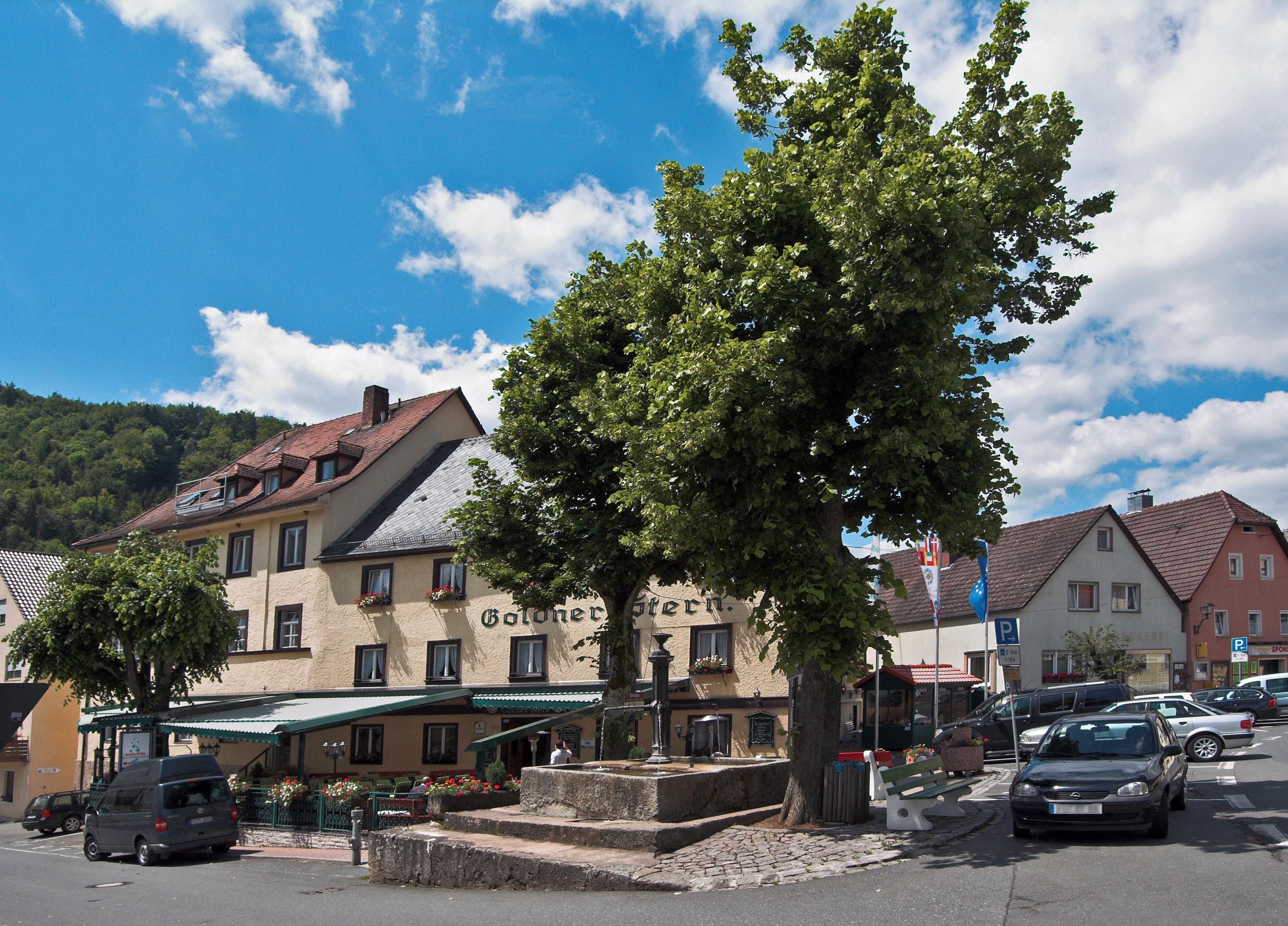
Центр села
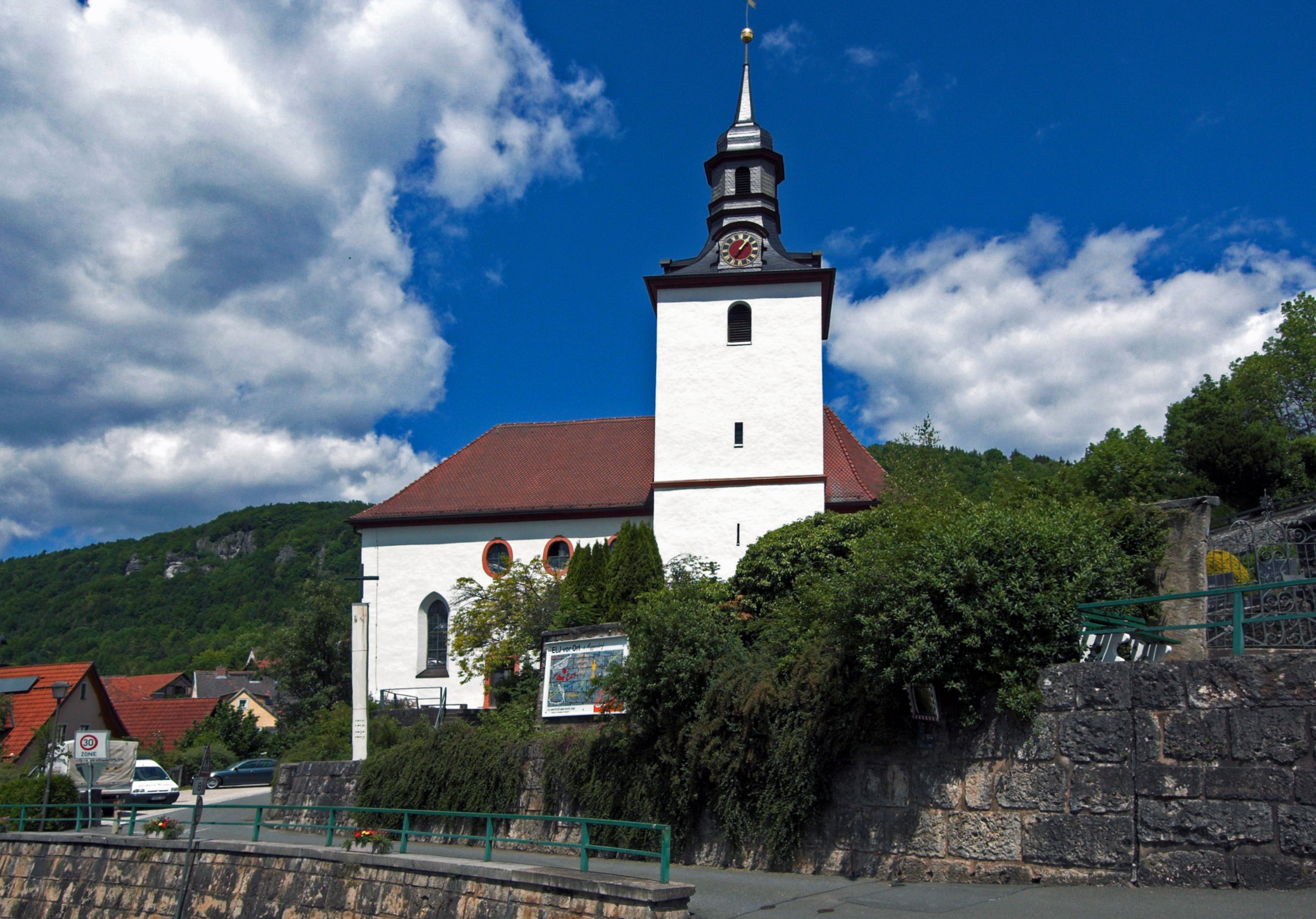
Церква Св. Лаврентія
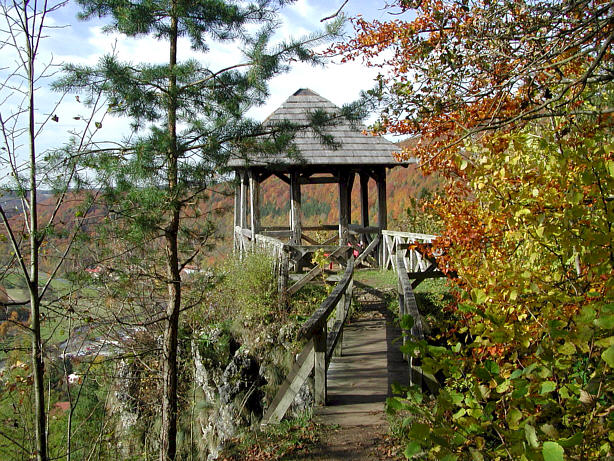
Франкенвег у Мугендорфі
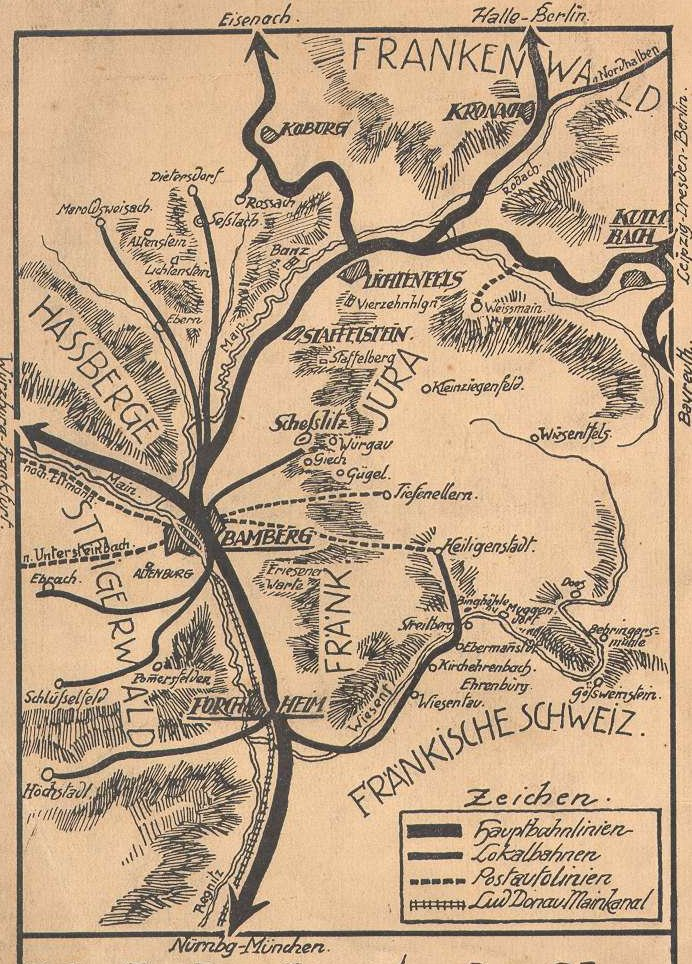
Дорожня карта 1912 р. з Мугендорфом у центрі